# Chelicerca acuta
Chelicerca acuta är en insektsart som beskrevs av Ross 2003. Chelicerca acuta ingår i släktet Chelicerca och familjen Anisembiidae.
Artens utbredningsområde är Colombia. Inga underarter finns listade i Catalogue of Life.